# Babolat
Babolat è un'azienda francese fornitrice di attrezzature sportive negli sport del tennis, padel, badminton e squash.
È nota per le sue racchette da tennis, utilizzate da diversi giocatori professionisti tra i quali nel circuito maschile (ATP) Rafael Nadal, Andy Roddick, Fernando González, Robby Ginepri, Fabio Fognini, Carlos Moyá e Carlos Alcaraz; per quanto riguarda invece il circuito femminile, (WTA), si menzionano le russe Dinara Safina e Nadia Petrova, l'americana Danielle Collins, l'estone Anett Kontaveit, la cinese Li Na e infine l'italiana Francesca Schiavone.
Sin dal 1875, anno di fondazione, l'azienda produce corde grazie alla invenzione di Pierre Babolat, che realizzò le prime corde in budello naturale. Nel 1925 René Lacoste vinse gli Open di Francia giocando con una racchetta che montava corde Babolat. Nel 1955 il marchio introdusse le prime corde realizzate in materiale sintetico.  A partire dal 1994 la società iniziò a produrre racchette destinate al mercato europeo; successivamente la vendita si estese al Giappone e nel 2000 agli Stati Uniti. Nel 1995 Babolat presenta i suoi primi telai per racchette da badminton e nel 2001 inizia la produzione di palline da tennis. Dal 2003 produce anche abbigliamento sportivo dedicato al tennis. Attualmente il business è gestito da Eric Babolat.

## Racchette
Babolat produce vari modelli di racchetta, ma le tre principali collezioni sono Pure Drive, racchetta utilizzata per esempio da Fabio Fognini e da Sofia Kenin, Pure Aereo racchetta derivata dalla Aero Pro Drive GT utilizzata non solo da Rafael Nadal ma anche da Carlos Alcaraz e Felix Auger-Aliassime, e Pure Strike, utilizzata da Dominic Thiem e Cameron Norrie.
Nell'edizione del 2005 dell'Australian Open Babolat ha raggiunto il record di racchetta più utilizzata del torneo, battendo la concorrenza di Dunlop, Head, Prince, Wilson, ProKennex e Yonex.